# Хаскъл (окръг, Оклахома)
Окръг Хаскъл (на английски: Haskell County) е окръг в щата Оклахома, Съединени американски щати. Площта му е 1619 km², а населението – 11 792 души (2000). Административен център е град Стиглър.